# Sint-Laurentiuskerk (Betekom)

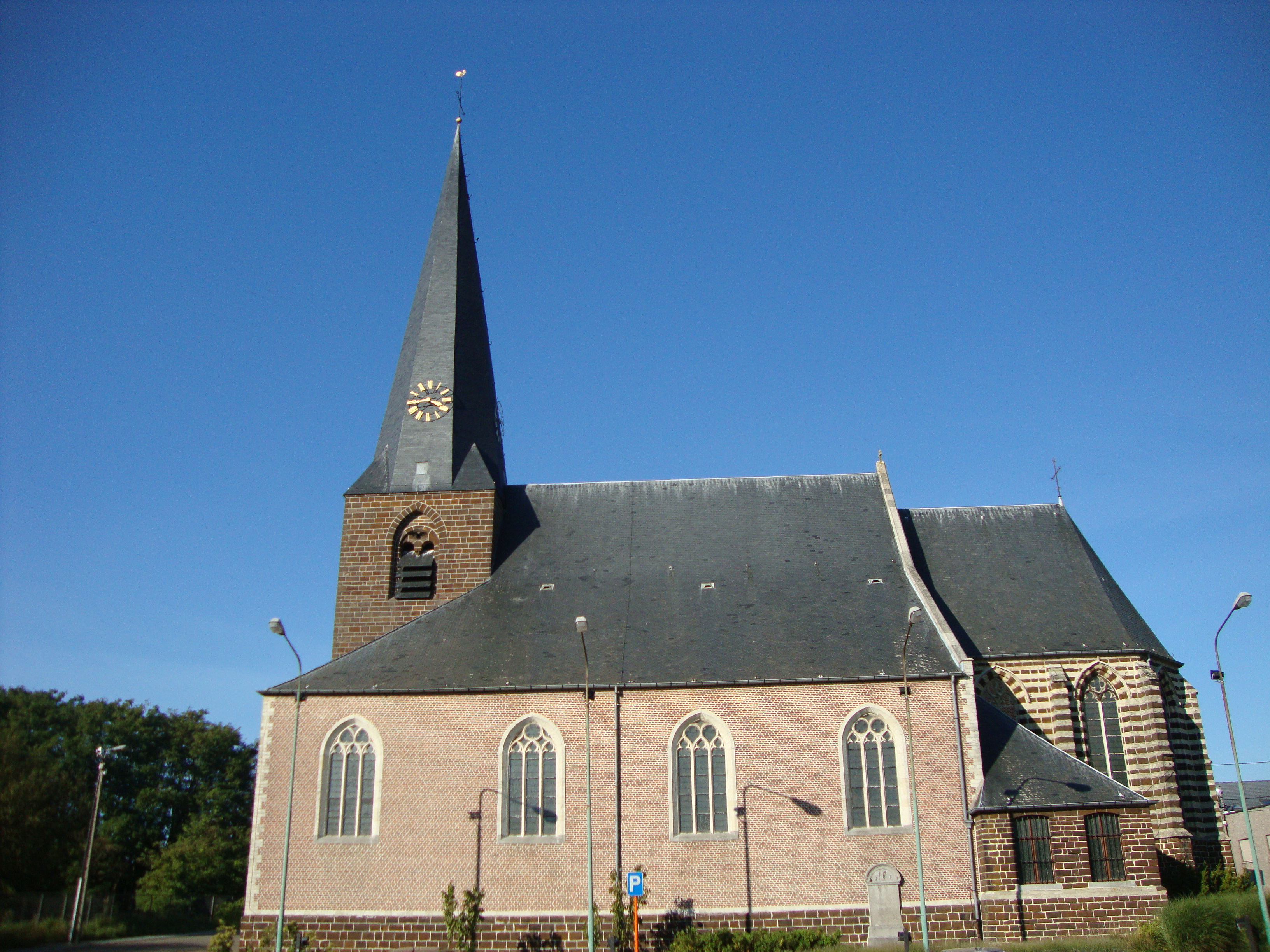

De Sint-Laurentiuskerk is de parochiekerk van de tot de Vlaams-Brabantse gemeente Begijnendijk behorende plaats Betekom, gelegen aan de Sint-Laurentiusstraat.

## Geschiedenis
In 1243 werd het patronaatsrecht van de parochie toegekend aan de Sint-Gertrudisabdij te Leuven.
De huidige kerk is in verschillende fasen gebouwd. De oudste delen zijn 14e-eeuws.

## Gebouw
Het betreft een georiënteerd kerkgebouw in voornamelijk gotische stijl. De toren is gebouwd in ijzerzandsteen en stamt uit de 14e eeuw. Het 16e-eeuws schip is gebouwd in baksteen en zandsteen. In 1854-1858 werden de neogotische zijbeuken toegevoegd. Het koor is vermoedelijk 15e-eeuws en werd gebouwd in ijzerzandsteen met speklagen van witte steen. De noordelijke sacristie is 18e-eeuws.

## Interieur
In de doopkapel bevindt zich een kruisbeeld dat mogelijk 17e-eeuws is. Het hoofdaltaar is in Lodewijk XV-stijl. Het gotisch doopvont is uit de 15e of 16e eeuw. De kerk bezit een tweetal 17e-eeuwse grafzerken in barokstijl.